# Hemeroplanis pyraloides
Hemeroplanis pyraloides là một loài bướm đêm trong họ Erebidae.